# لوكسولين (كورنوال)
لوكسولين (بالإنجليزية: Luxulyan)‏ هي قرية و أبرشية مدنية تقع في المملكة المتحدة في إنجلترا. يقدر عدد سكانها بـ 1,490 نسمة .